# 希普諾夫2A42機炮
2A42 30毫米機炮（俄語：30-мм пушка 2А42，為俄罗斯国防部火箭炮兵装备总局代號），又稱：希普諾夫2A42（Шипунова 2А42）是一款由前苏联／俄罗斯KBP儀器設計廠所研製、旗下的聯合股份子公司圖拉兵工廠（Тульский машиностроительный завод им. Рябикова）所生產的單管機炮，發射30×165毫米撞擊底火型機炮炮彈。

## 設計
2A42 30毫米機炮具有雙向供彈。兩條輸彈槽分別裝填高爆曳光彈（HE-T）、穿甲曳光彈（AP-T）、脫殼穿甲彈（APDS）以及高爆破片彈（HE-FRAG）。炮手可以選擇兩種全自動射擊的射速，分別低至200〜300發／分鐘，以及高至550〜800發／分鐘。
根據生產商的資料，攻擊輕型装甲车等地面裝甲目標的時候的有效射程為1,500公尺（1,640.42码，4,921.26英尺，0.93英里），而攻擊軟目標等的地面目標則是2,500公尺（2,734.03码，8,202.1英尺，1.55英里）。而攻擊空中目標方面則是在亞音速以下可以攻擊在高達2,000公尺（2,187.23码，6,561.68英尺，1.24英里）的低海拔目標和傾斜距離2,500公尺（2,734.03码，8,202.1英尺，1.55英里）的飛行目標。
除了被安裝在BMP-2機械化裝步戰車的雙人操作炮塔上，這門機炮也被安裝在BMD-2空降裝步戰車、BMD-3空降裝步戰車、BTR-90（GAZ-5923）8×8輪式裝步戰車和Mi-28攻击直升机上。一小批的軍用載具現在已經與這門機炮一起投入服役。中国也将这门机炮安装在ZBL-08步兵战车上。
2A42 30毫米機炮亦已經被安裝在以T-54／T-55主戰坦克的底盤為藍本、並且在經過修改以後製成的BTR-T重型裝甲運兵車的一個新型砲塔上。這門機炮亦是BMPT「終結者」坦克支援戰車的主要武器裝備之一。
最近，2A42 30毫米機炮也被用於T-15和Kurganets-25裝步戰車型的無人遙控砲塔Bumerang-BM以上。它也可以使用來自不同生產商的各種裝備項目。
KBP儀器設計廠為研製2A42 30毫米機炮的設計局。

## 彈藥
2A42發射30×165毫米撞擊底火型彈藥，在1970年代由前苏联研製，以取代過去的30毫米的機炮炮彈。其他使用這種尺寸的彈藥的武器，還包括2A38和2A72這兩款機炮，以及眾多的單管、雙管和六管型海軍和空軍機炮，同樣地被應用於各種車輛、直升機和防空用途。2A42、2A38和2A72所發射的是撞擊底火型彈藥，而海軍和空軍機炮發射的則是電子底火型。因此，儘管機炮炮彈的大小相同，它們的彈藥底火類型不同卻導致它倆兩方面不用互換使用。
最初在前蘇聯陸基武器使用的三種基本彈藥類型為：高爆燃烧弹（簡稱：HEI）、高爆破片曳光彈（英語：High-Explosive Fragmentation Tracer，簡稱：HE-FRAG-T）和穿甲弹彈道型披帽曳光彈（英語：Armour-Piercing Ballistic Capped Tracer，簡稱：APBC-T）。後來，更出現一些次口徑穿甲彈，當今前苏联／俄罗斯以外的其他國家所生產的30×165毫米彈藥為撞擊底火式彈藥。主要的彈藥類型總結如下表所示：
| 命名  | 類型                                 | 發射體的重量     | 炸藥重量          | 炮口初速                         | 附註 |
| ----- | ------------------------------------ | ---------------- | ----------------- | -------------------------------- | --- |
| 3UOF8 | 高爆燃烧弹 （HEI）                   | 389克 （0.86磅） | 49克 （0.11磅）   | 960米／秒 （3,149.61英尺／秒）   | 裝上A-670M彈鼻觸發引信的高爆燃燒彈。引信受到衝擊後產生0.15毫秒的延遲，而且在彈體飛行7.5秒至14.5秒以後會啟動自我毀滅裝置引爆發射體（從槍口3,900—5,300米的距離）。                                                             |
| 3UOR6 | 高爆曳光彈 （HE-T）                  | 385克 （0.85磅） | 11.5克 （0.03磅） | 960米／秒 （3,149.61英尺／秒）   | 具有彈鼻觸發引信的高爆破片曳光彈，利用與3UOF8相同的A-670M彈鼻衝擊／自我毀滅觸發引信。曳光彈燃燒劑燃燒時間：10〜14秒 |
| 3UBR6 | 穿甲弹彈道型 披帽曳光彈 （APBC-T）   | 400克 （0.88磅） | 沒有              | 970米／秒 （3,182.41英尺／秒）   | 以空心防風彈帽覆蓋堅硬穿甲侵徹體的實心彈藥。曳光彈燃燒劑燃燒時間：3.5秒；貫穿力： 在60°碰撞，700米的範圍內，貫穿20毫米厚的板塊 在60°碰撞，1,500米的範圍內，貫穿14毫米厚的板塊 在60°碰撞，1,500米的範圍內，貫穿18毫米厚的板塊 |
| 3UBR8 | 脫殼穿甲彈 （APDS）                  | 304克 （0.67磅） | 沒有              | 1,120米／秒 （3,674.54英尺／秒） | 次口徑脫離彈托式穿甲彈。無曳光彈燃燒劑。貫穿力：在60°碰撞，1,500米的範圍內，貫穿25毫米厚的板塊 |
| M929  | 尾翼穩定脫殼 穿甲曳光彈 （APFSDS-T） | ？               | 沒有              | ？                               | 參考比利時Mecar公司炮彈而研製的次口徑尾翼穩定拋棄彈托曳光彈，使用钨合金侵徹體。貫穿力： 在1,000米的範圍內，貫穿55毫米厚的鋼板； 在2,000米的範圍內，貫穿45毫米厚的鋼板。                                                      |

## 平台

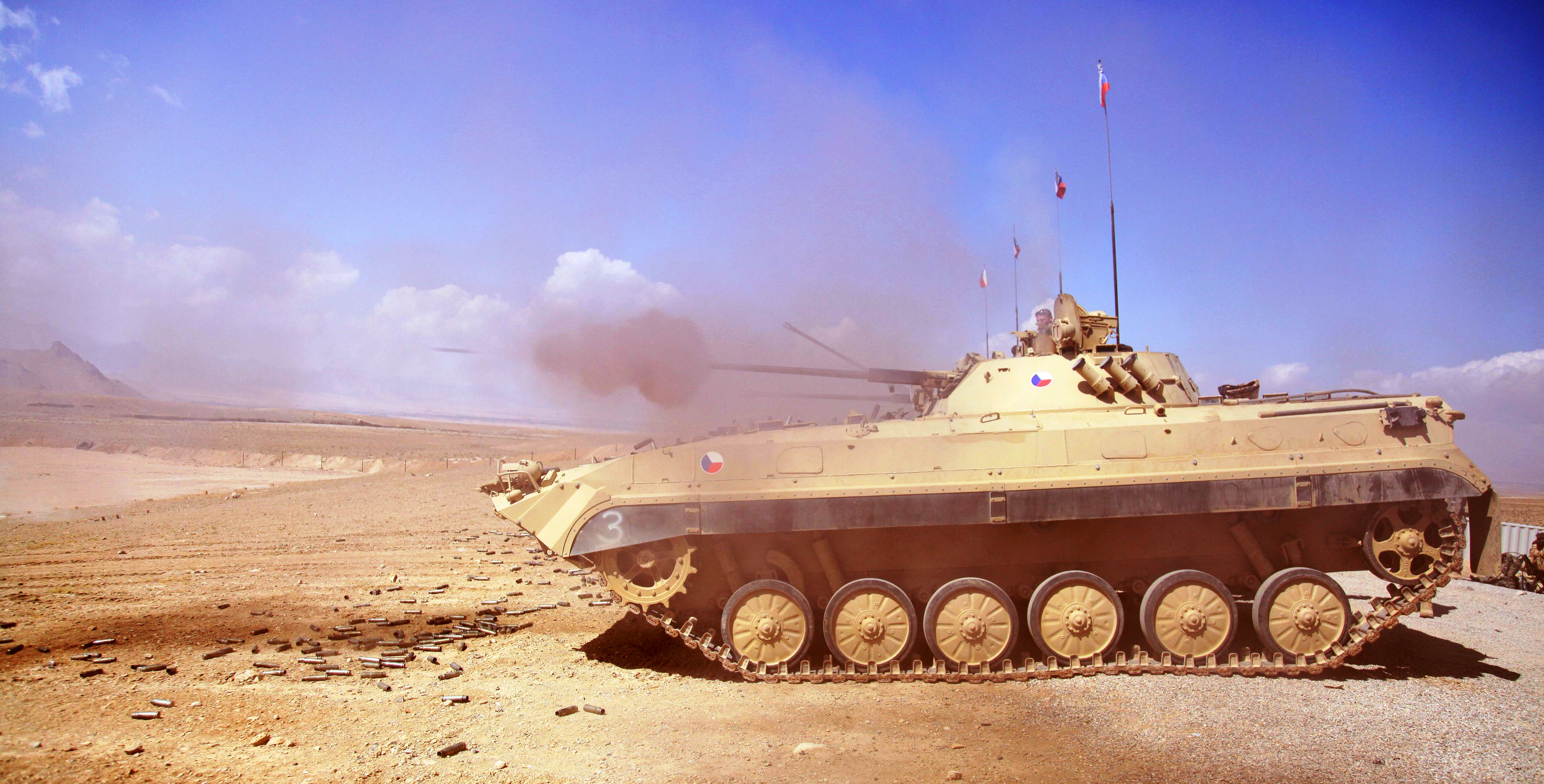
2010年阿富汗，捷克BMP-2上的2A42 30毫米機炮。

自1980年代以來，在下列平台上已使用這門機炮：
裝步戰車
- 2T「潛行者」（英语：2T Stalker）
- BMP-2
- BMP-3
- BMD-2
- BMD-3
- BMPT「終結者」
- BMPT-72「終結者2」
- BTR-87
- BTR-90
- T-15（藉由Bumerang-BM）
- Kurganets-25裝步戰車型（藉由Bumerang-BM）

装甲运兵车
- BTR-80A
- BTR-82A
- BTR-T（英语：BTR-T）
- 法赫德280-30（英语：Fahd (armored personnel carrier)）
- MT-LB 6MB（英语：MT-LB）
- Boragh（英语：Boragh）
- VPK7829迴旋鏢裝甲運兵車（藉由Bumerang-BM）
- Lazar 3裝甲運兵車（英语：Lazar 3）

MRAP
- K-4386颱風式VDV[10]

無人地面載具
- UDAR UGV

攻擊直升機
- -28「浩劫」
- 卡莫夫卡-50「黑鯊」
- 卡莫夫卡-52「鱷魚」
- 卡莫夫卡-29TB「蝸牛」

## 使用國

### 現在的使用國
- 保加利亚
- 中华人民共和国
- 印度
- 俄羅斯
- 乌克兰：仿製型，命名為ZTM-2 30毫米機炮。

### 過去的使用國
- 苏联

## 類似的30毫米機炮
希普諾夫2A72 30毫米機炮，也是由KBP儀器設計廠所設計，為2A42的更輕便、並減輕複雜性的表親。2A42的零部件達578件，而2A72只有349件，讓它的重量減輕至只有84公斤（185.19磅）。它的射速為300—400發／分。
2A38 30毫米雙管機炮，同樣是由KBP儀器設計廠所設計，主要用於防空車輛，例如9K22“通古斯卡”和鎧甲-S1自行式彈炮合一防空系統。它的重量為195公斤（429.9磅），最大射速為2,500發／分。

## 流行文化
2A42 30毫米機炮同時出現在电影、电視劇和电脑游戏裡，例如：

### 電影
- 2002年—《反恐戰線》（Voyna）：搭載在BMP-2裝步戰車以上並且被俄羅斯士兵所使用。
- 2005年—（9th Company）：搭載在BMP-2裝步戰車以上並且被蘇聯士兵所使用。
- 2012年—（Resident Evil: Damnation）：搭載在BMP-3裝步戰車以上。

### 電子遊戲
- 2005年—（Battlefield 2）：搭載在BTR-90裝步戰車（主駕駛武器）和Mi-28「浩劫」攻擊直升機（乘員武器）上並且被中東聯盟所使用。
- 2005年—《真實計劃》（Project Reality）：
  - 搭載在MT-LB 6MB装甲运兵车、BMP-3裝步戰車和Mi-28「浩劫」攻擊直升機以上並且被中東聯盟所使用。
  - 搭載在BTR-80A装甲运兵车、BMP-3裝步戰車和Mi-28「浩劫」攻擊直升機以上並且被俄羅斯軍隊所使用。
- 2006年—（Ghost Recon Advanced Warfighter）：搭載在Mi-28「浩劫」攻擊直升機以上並且被敵軍所使用，不可使用。
- 2006年—（ARMA: Armed Assault）：搭載在BMP-2裝步戰車和卡莫夫卡-50「黑鯊」攻擊直升機以上並且被Sahrani民主共和國解放軍部隊所使用。
- 2007年—（Kane & Lynch: Dead Men）：搭載在BTR-90裝步戰車以上。
- 2007年—《冲突世界》（World in Conflict）：搭在BMP-2裝步戰車和Mi-28「浩劫」攻擊直升機以上並且被蘇聯軍隊所使用。
- 2008年—（Battlefield: Bad Company）：搭載在BMD-3裝步戰車（主駕駛武器）、2T「潛行者」（英语：2T Stalker）裝步戰車（主駕駛武器）、Mi-28「浩劫」攻擊直升機（乘員武器）和卡莫夫卡-52「鱷魚」攻擊直升機（乘員武器）以上並且被俄羅斯聯邦所使用。
- 2008年—《AVA Online》（Alliance of Valiant Arms）：搭載在BMP-3裝步戰車以上，不可使用。
- 2009年—（ArmA II）：
  - 搭載在BMP-2裝步戰車以上並且被黑俄羅斯國防軍（CDF）所使用。
  - 搭載在GAZ Vodnik（英语：GAZ-3937）装甲运兵车、BTR-90裝步戰車和卡莫夫卡-52「鱷魚」攻擊直升機以上並且被俄羅斯武裝部隊（Russia）所使用。
  - 搭載在BMP-2裝步戰車以上並且被黑俄羅斯紅星運動（Insurgents）所使用。
  - 搭載在BMP-2裝步戰車以上並且被民族黨派（Guerillas）所使用。
- 2010年—（Splinter Cell: Conviction）：搭載在BTR-90裝步戰車以上。
- 2011年—《空戰奇兵：突擊地平線》（Ace Combat: Assault Horizon）：搭載在BMP-2裝步戰車（不可使用）和卡莫夫卡-50「黑鯊」攻擊直升機以上並且被蘇聯軍隊所使用。
- 2011年—（Battlefield 3）：搭載在BMP-2M裝步戰車（主駕駛武器）、BTR-90裝步戰車（主駕駛武器）和Mi-28「浩劫」攻擊直升機（乘員武器）以上並且被俄羅斯陸軍所使用。
- 2011年—（Call of Duty：Modern Warfare 3）：搭載在BTR-80A装甲运兵车和Mi-28「浩劫」攻擊直升機以上並且被敵軍所使用。
- 2012年—（Tom Clancy's Ghost Recon: Future Soldier）：搭載在BMP-2M裝步戰車以上，不可使用。
- 2013年—（Battlefield 4）：搭載在BTR-90裝步戰車（主駕駛武器）和Mi-28「浩劫」攻擊直升機（乘員武器）以上並且被俄羅斯陸軍所使用。

## 資料來源
1. ↑  .   [2015-10-30]. （原始内容存档于2020-02-02）.
2. ↑  .   [2015-10-30]. （原始内容存档于2021-02-07）.
3. ↑  .   [2015-01-11]. （原始内容存档于2014-10-20）.
4. 1 2  "Janes Ammunition Handbook 2009, Cannon - 20 to 30 mm cannon.
5. ↑  Williams, Anthony G: "An introduction to collecting 30mm cannon ammunition" 的存檔，存档日期2010-06-26.
6. 1 2 3 4 5 6 7 8 9 10 11 12  Land Forces Weapons, export catalogue 的存檔，存档日期2011-07-16., Rosoboronexport.
7. 1 2 3 4 5  "Russian Ammunition Page, http://www.russianammo.org （页面存档备份，存于）
8. 1 2 3  , BMP-2 Fighting Vehicle （页面存档备份，存于）. Federation of American Scientists
9. ↑   (PDF). MECAR公司官網.   [2013-01-24]. （原始内容存档 (PDF)于2021-08-29）.
10. ↑  . （原始内容存档于2020-09-17）.

## 外部連結
- （英文）—KBP Instrument Design Bureau—official site （页面存档备份，存于）
- （英文）—Army Guide－2A42, Gun （页面存档备份，存于）
- （英文）—Production Association "Tulamashzavod"－30-mm AUTOMATIC GUN 2A42
- （英文）—weaponsystems.net－2A42 （页面存档备份，存于）